# Wandrille Leroy
Pour les articles homonymes, voir Leroy.
Wandrille Leroy, plus connu sous son pseudonyme Wandrille, est éditeur et auteur de bande dessinée, fondateur des éditions Warum et Vraoum.

## Parcours
Diplômé de l'École nationale supérieure des arts décoratifs de Paris, il y fonde les éditions Pierre Papier Ciseaux, teste ses premiers micro-récits édités à 200 exemplaires et sort la première mouture du Moi je d'Aude Picault. En 2004, à la sortie de l'école, il fonde les éditions Warum avec Benoît Preteseille,.
Il mène ces activités en parallèle à un travail de graphiste-illustrateur en free-lance et de scénariste pour la bande dessinée et le dessin animé.
Il crée en 2006 Donjon Pirate, un blog proposant des planches tirées d'album fantôme de la série Donjon de Joann Sfar et Lewis Trondheim. Au cours d'une soirée à Angoulême 2007, Lewis Trondheim annonce qu'Obion reprend de la série Donjon Crépuscule. En juin 2007 débute la saison 2 de Donjon Pirate. Par ailleurs, Wandrille scénarise aussi Fernand l'ours blanc, dessiné par Marshall Joe. 
En 2007, il auto-édite La Psychanalyse des super-héros dans son ancien label Pierre Papier Ciseaux.
En 2008, Warum ouvre un autre label, les éditions Vraoum, dont Wandrille est directeur de collection. À partir de 2009, il reprend son concept de psychanalyse de personnage, faisant illustrer chaque volume par un auteur différent. La série compte douze tome en 2016.
Depuis 2008, il organise également, à intervalle irrégulier, le Salon des faiseurs de livres (trois éditions).
En décembre 2010, il devient scénariste de la bd-novela Les Autres Gens créée par Thomas Cadène. Il participe régulièrement à la série jusqu'à son arrêt en juin 2012.
En 2011, il fonde le festival berlinois Comics über Berlin avec le dessinateur Marc Seestadt. Ce festival deviendra le Comic Invasion Berlin.
En 2011, dans le cadre du festival Sismics de Sierre, il crée le jeu Coups d'un soir illustré par Gad, jeu qui connaît un deuxième opus dessiné par Bastien Vivès.
En 2012, Wandrille est parrain de la huitième édition du Festiblog avec Marion Montaigne.
Jusqu'en 2014, il s'occupe du design graphique des éditions papiers des Autres Gens de Thomas Cadène chez Dupuis. Il publie en 2014 sa première bande dessinée chez un éditeur extérieur : Premières Vendanges, avec Anne-Lise Nalin au dessin.
En janvier 2016, il reçoit au nom de Warum un Fauve (et un faux Fauve) en catégorie Patrimoine au Festival International de la Bande Dessinée d'Angoulême[réf. nécessaire].
Depuis 2018 il est professeur de bande dessinée, notamment à l'Académie Brassart Delcourt, expérience dont il tire la série Mes Génies prépubliée sur instagram avant de sortir en 2020 à La Cafetière. 
En 2021, il quitte Warum et Vraoum et devient directeur de collection chez Delcourt. Il rejoint la Villa Mais d'Ici, friche artistique à Aubervilliers.
Fin 2021 après plusieurs expériences en radio, notamment sur Radio Nova, il lance et anime LES AMI.E.S DE MES AMI.E.S un podcast consacré à l'amitié.

## Expositions
- nov 2024 : exposition Sous-Bock Connection
- juin 2024 : Premier salon de la carte postale Albertivillarienne (collectif)
- Sept 2022 : scénographie de l'expo METAMORPHOSE(S) à la Villa Mais d'Ici
- mar 2022 : expo collective BOCK' N ROLL COLLECTION !  salon #microphasme2022 à Rouen. 3 sous bock (Queen, JJG et Elmer Food Beat)
- jan 2022 : Vinvin et Miglou expostion de gravures aux Marcheurs de Planète (en duo avec  l'illustrateur Dexter Kramex)
- sept 2021 :  Evasion expo collectives résidents de la Villa Mais d'Ici, Aubervilliers
- oct 2020 : Mobilis in Mobile  Galerie Artworkers (en duo avec le sculpteur Alain Courtaigne)
- sept 2020 :  Oasis urbaine expo collectives résidents de la Villa Mais d'Ici, Aubervilliers
- 2019 : Les illustrateurs de SIC exposent, expo collective du journal Sic au Château des Tourelles, au Plessis-Trévise
- 2019 : Métaux Rares à la Ground Galerie, 28 avenue des champs Elysees, exposition collective regroupant 13 artistes issus de la gravure, l'illustration et la bande dessinée.
- 2018 : Sélection de croquis Lebanon in a Mercedes Kompressor avec Tracy Chahwan, expo collective à Beyrouth (Liban) - espace Station Beirut avec le collectif libanais Samandal.
- 2016-2017 : Exposition collective Special Origine pour les onze ans des éditions Warum, commissariat d'exposition Pochep (Lyon et Paris).
- 2017 Comic Invasion Berlin exposition collective à la galerie Urban Spree
- 2015 Comics Transfer à Hambourg (Allemagne) 6 dessinateurs exposent leur dessins de l'Allemagne

## Publications

### Albums one-shot
- Seul comme les pierres, Warum, coll « Décadence » :

1. In Love With Mauricette, 2004.
2. Ta Gueule de l'emploi, 2005.
3. In Love With Internet, 2006.
4. Fidèle mais open, 2012.

- Les Pages Noires, Warum, coll. « Civilisation », 2008.
- Psychanalyse du Héros (série), éd. Vraoum, coll. « Héromytho »:

1. Psychanalyse du Super-Héros, avec Reuno (dessin), 2008, Vraoum, coll. « Héromytho »
2. Psychanalyse du Héros de Manga des années 80, avec Gosh (dessin), 2009,
3. Psychanalyse du Héros de Western, avec Reuno (dessin), 2011.
4. La Psychanalyse des Miquets, avec Elric (dessin), 2011.
5. Psychanalyse du Héros de l'Antiquité, avec Matthieu Vinciguerra (dessin), 2011.
6. La Psychanalyse du Héros contre-attaque, avec Yoda (dessin), 2011.
7. Psychanalyse du héros de cartoon, avec Roger Unter (dessin), 2012.
8. Psychanalyse du héros d'aventure, avec Elosterv (dessin), 2012.
9. Psychanalyse du héros de Francobelgie, avec Éric "Turalo" Dérian (dessin), 2013.
10. Psychanalyse du héros de Romangraphie, avec Elric (dessin), 2014.
11. Psychanalyse du Bad Guy, avec Matt Dunhill (dessin), 2017 [6].
12. Psychanalyse du héros de Publicité avec Pochep (dessin), éd. Vraoum, 2017 [7].
13. Space déprime, 2024

- Fernand, the Polar Bear (scénario), avec Marshall Joe (dessin), Vraoum, coll. « Bête comme chou  », 2010
- Premières Vendanges , avec Anne-Lise Nalin (dessin), Delcourt, mai 2014[4]
- Héros sur canapé (best of Psychanalyse du héros - collectif de dessinateurs) Vraoum - Tome 1, 2014
- Héros sur canapé (best of Psychanalyse du héros - collectif de dessinateurs) Vraoum - Tome 2, 2015[8]
- Mes génies, La Cafetière, 2020[5]
- Le Discours de mariage, Albin Michel, 2021
- Mes élèves, ma bataille / Mes génies 2, La Cafetière, 2024

### Collectif
- Comment je me suis fait plaquer, avec Bastien Vivès, Lilla, Thomas Cadène, Dupuis 2011[9]
- Les Autres Gens de Thomas Cadène #10-11, mars 2013, éditions Dupuis
- Les Autres Gens de Thomas Cadène #12-13, septembre 2013, éditions Dupuis
- Les Autres Gens de Thomas Cadène #14-15, mars 2014, éditions Dupuis
- Les Autres Gens de Thomas Cadène #16-17-18, septembre 2014, éditions Dupuis
- De Lignes en lignes, l'art discret du croquis de métro octobre 2015, éditions Ayrolles

### Revues et journal, contributions et illustrations
- J'ai #6
- Fluide Glacial Septembre 2022
- J'ai #3 le Fanzine de la page FB J'ai, des collectionneurs fous de fanzine - tirage 100 ex - février 2022
- Fluide Glacial Septembre 2021-Novembre 2020
- Pièces Détachées 3 - La chemise (sept 2020)
- SIC janvier 2020, Le Souvenir, prépublication d’une page de Mes Génies
- Hors série GROOM rubrique Carré VIP (7 janvier 2016 - éditions Dupuis)
- Mort de Lol, de Loïc Sécheresse, Jungle, 2015 ( scénario de trois strips)
- Okapi N°981 (Juin 2014) Scénario de strips avec Loïc Sécheresse
- Tu mourras moins bête [mais tu mourras quand même !] 3 _ Science un jour, science toujours de Marion Montaigne Delcourt - 2014
- KulturAustausch - cahier Versteh mich nicht falsch (Allemagne - 2013)
- Alimentation Générale 5 ( nov 2013)
- Alimentation Générale 4 (mars 2013)
- Alimentation Générale 3 (sept 2012)
- Comix Club #4
- Laudanum

### Auto-production
- Sans a priori et en toute bonne foi, Paris: Pierre papier ciseaux, 2002.
- Seul comme les pierres, Paris: Pierre papier ciseaux, 2002.
- Londres 1870, Paris: Pierre papier ciseaux, 2003.
- L'Arbre aux pendus, Paris: Pierre papier ciseaux, 2003.
- Psychanalyse du Super-Héros, Paris: Pierre papier ciseaux, 2007.
- Psychanalyse du Héros de Manga des années 80, Paris: Pierre papier ciseaux, 2008.
- Elever son enfant par la poste, Paris, 2018

### Traductions
- Copacabana (Copacabana - Lobo & Odyr Portugais-BR) Paris, Warum 2014
- Traits Approximatifs - Il était une fois n'importe quoi (Poorly Drawn Lines - Reza Farazmand EN) Paris, Vraoum 2015
- Propaganda (Propaganda - Joanna Estrela EN) Paris, Warum 2015
- Intégrale Père et fils - Vater und Sohn de e.o.plauen, Paris, Warum 2015 - Prix du patrimoine au Festival d'Angoulême 2016[réf. nécessaire]
- Et vous trouvez ça drôle ? de Hugleikhur Dagsson, Paris, Vraoum 2018
- Klaus de Richard Short, co-traducteur Regis Lemberthe, Paris, Warum 2019
- C'est censé être une blague ? de Hugleikhur Dagsson, Paris, Vraoum 2019

### Mise en couleurs
- Tu sais ce qu'on raconte de Gilles Rochier et Daniel Casanave - Warum 2017

### Jeux
Coups d'un soir, jeu de cartes, trois decks (Macho avec Gad, Femme Fatale avec Bastien Vives, Troisième Sexe, avec un collectif d'illustrateurs), Berlin, Vraoum
Fear Factory, jeu de carte dans l'univers Zombielenium, parution dans le journal Spirou avec Arthur de Pins, Paris 2018